# Bartosz Modrzyński
Bartosz Modrzyński (ur. 20 listopada 1996 r. w Bydgoszczy) – polski wioślarz, wicemistrz Europy (2017).

## Puchar Świata
- 1. miejsce (Płowdiw 2019)

## Wyniki
| Rok  | Zawody                      | Miejsce    | Konkurencja          | Czas             | Pozycja     |
| ---- | --------------------------- | ---------- | -------------------- | ---------------- | ----------- |
| 2014 | Mistrzostwa świata juniorów | Hamburg    | Dwójka bez sternika  | Finał C: 7:12,94 | 18. miejsce |
| 2015 | Mistrzostwa świata U23      | Płowdiw    | Ósemka ze sternikiem | Finał B: 5:50,82 | 10. miejsce |
| 2016 | Mistrzostwa świata U23      | Rotterdam  | Ósemka ze sternikiem | Finał B: 5:44,07 | 11. miejsce |
| 2017 | Mistrzostwa Europy          | Račice     | Ósemka ze sternikiem | Finał A: 5:30,91 | 2. miejsce  |
| 2017 | Mistrzostwa świata          | Sarasota   | Ósemka ze sternikiem | Finał B: 5:42,48 | 10. miejsce |
| 2018 | Mistrzostwa świata U23      | Poznań     | Dwójka bez sternika  | Finał B: 6:57,61 | 9. miejsce  |
| 2018 | Mistrzostwa Europy          | Glasgow    | Dwójka bez sternika  | Finał C: 6:37,91 | 13. miejsce |
| 2019 | Mistrzostwa Europy          | Lucerna    | Ósemka ze sternikiem | Repasaż: 5:40,90 | 11. miejsce |
| 2019 | Mistrzostwa świata          | Ottensheim | Dwójka bez sternika  | Finał C: 6:31,36 | 14. miejsce |
| 2020 | Mistrzostwa Europy          | Poznań     | Dwójka bez sternika  | Finał B: 6:46,45 | 10. miejsce |